# Abstract Window Toolkit
Pour les articles homonymes, voir AWT.

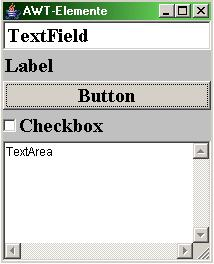
Quelques composants graphiques fournis par la bibliothèque AWT

Abstract Window Toolkit (AWT) est une bibliothèque graphique pour Java, faisant partie de Java Foundation Classes (JFC). Cette bibliothèque a été introduite dès les premières versions de Java ; depuis Java 2, la bibliothèque de gestion de fenêtre officielle est Swing. Toutefois, AWT sert encore de fondement à Swing, dans la mesure où de nombreuses classes Swing héritent de classes AWT.
AWT emploie les composants natifs de la plate-forme, alors que Swing utilise des composants en pur Java.
Elle permet notamment la création d'objets graphiques préconçus tels que des boutons, des sliders, des menus déroulants.